# Diskeeper
Diskeeper，一般縮寫為DK，是一個Microsoft Windows的硬碟重組軟件。為1981年6月22日於加州格蘭岱爾市創立的Diskeeper Corporation(原為Executive Software)的旗艦產品。
作業系統Windows XP同捆的重組軟件是Diskeeper的一個縮減的早期版本。
Diskeeper的網誌於2005年開始。索引了產品手册與關於不同領域例如磁碟碎片硏究與影響的白皮書的資訊中心於2005年11月重新修訂。

## 功能
第10版Diskeeper的新功能為包含了I-FAAST。根據Diskeeper Corporation的說法，這功能基於一系列的測試來評測IDE, SATA, SCSI與RAID硬碟。然後在一個列表設定後決定那些檔案最常取出。之後Diskeeper的重組行為會改為根據檔案的使用量而不是重組整個硬碟——最常用的資料會從新整理，減低電腦硬件的負擔。儘管實質上不完全重組電腦的內容會得到較低的效能，一些用戶寧可選擇多任務。而且這方法的衝突為通常會忽視比較間中的完整重組。例如開啓資料夾緩慢、從一個硬碟複製到另一個時緩慢、從光碟複製到一個碎片嚴重(大慨50%或更多)的硬碟時緩慢。只有Professional Premier、Server與Administrator版本擁有I-FAAST功能。
現時有六個版本：Home、Professional、Professional Premier、Server Standard、Server Enterprise與Administrator。
對手的產品包括PerfectDisk、O&O Defrag與mst Defrag。

## 爭議
德國的Federal Office of Security in Information Technology (BSI)硏究顯示任何Diskeeper的活動都會令用戶受到安全威脅。
Executive Software的CEO Craig Jensen是山達基教的一員，並且要求他的僱員受山達基教(Scientology)教祖L·羅恩·賀伯特的主義的訓練。1991年Executive Software得知諾華製造一種違反山達基教的藥物立得寧後拒絶為諾華的VAX版本Diskeeper提拱技術支援。 (參考山達基教與精神病學)於2000年包含在Windows 2000中的Diskeeper引起了德國的短暫注意因它們的法律限制了國家與聯邦政府與山達基教的人員做生意。 
Diskeeper吹噓如「磁碟碎片導致死機、速度減慢、凍結甚至整個系統失效」的說明。（页面存档备份，存于）

## 記事
1. ^  機器中的山達基教，2000年Wired News關於德國關注Executive Software創辦人與山達基教關係的故事。
2. ^  Diskeeper拒絶技術支援令用戶驚嚇，一個懷疑論網站holysmoke.org，引用自Digital News。
3. ^  Wired，上面所引用的著作。
4. ^  天主教徒懷疑山達基教的軟件]與收集引用屬於Der Spiegel、Stern等關於德國關注Executive Software的網頁。

## 外部連結
- 官方網站*（页面存档备份，存于）
- Diskeeper台灣代理商
- Diskeeper網誌
- 新聞發佈（页面存档备份，存于）